# Beetlejuice – Kísértethistória
A Beetlejuice – Kísértethistória (eredeti cím: Beetlejuice) 1988-ban bemutatott amerikai fantasy-filmvígjáték, melyet Tim Burton rendezett. A főbb szerepekben Alec Baldwin, Geena Davis, Jeffrey Jones, Catherine O’Hara, Winona Ryder és Michael Keaton látható.
Az Amerikai Egyesült Államokban 1988. március 30-án bemutatott film kritikai és bevételi sikert aratott és kultfilmmé vált. 1989-ben készült el egy kapcsolódó televíziós sorozat Beetlejuice címmel, valamint 2018-ban egy hasonló című musicalt is bemutattak. Folytatása 2024-ben került a mozikba Beetlejuice Beetlejuice címmel.

## Cselekmény
|  | Alább a cselekmény részletei következnek! |

A Connecticut állambeli Winter River városában Adam és Barbara Maitland azzal töltik a szabadságukat, hogy csinosítgatják otthonukat, amit ismerősük, az ingatlanügynök Jane Butterfield folyamatosan el akar adatni velük. Adam a padláson felépítette a városka miniatűr makett-változatát is. Miközben hazafelé tartanak autójukkal, egy hídról a folyóba zuhannak. Barbara és Adam hazaérnek, de fogalmuk sincs arról, hogyan kerültek oda. Mikor megpróbálja elhagyni a házat és kimegy az ajtón, Adam egy furcsa, másvilági, sivatagos helyre kerül, amit óriási homokférgek népesítenek be. Számára az egész alig egy pár pillanat alatt játszódik le, de amikor visszatér, Barbara azt mondja neki, hogy már két órája, hogy elment. Mikor észreveszik a házban a Nemrég Elhunytak Kézikönyvét, és feltűnik nekik, hogy nem látszódnak a tükörben, rájönnek, hogy ők ketten meghaltak abban a balesetben, és most szellemek.
A házukat egy new york-i ingatlanbefektető, Charles Deetz veszi meg, aki be is költözik oda második feleségével, Deliával, aki egy meglehetősen tehetségtelen szobrász. Velük él még Lydia, Charles tinédzser goth lánya. Otho, a lakberendező segítségével Delia nekilát átalakítani a házat, méghozzá posztmodern művészeti jegyek mentén. Maitlandék a kézikönyvet tanulmányozzák, hogy megtudják, hogyan szabadulhatnak meg Deetzéktől, és eközben látnak egy hirdetést, ahol egy bizonyos Betelgeuse hirdeti magát. Követik a könyv utasításait és átjutnak egy másvilági váróterembe, ahol hozzájuk hasonló lelkek várakoznak. Miután keresztüljutnak a túlvilági bürokrácián, újra visszakerülnek a házba, csakhogy időközben eltelt a valódi világban három hónap, a ház pedig teljesen át lett építve. Megérkezik a "gondozójuk", Juno, aki az ügyüket kezeli, és közli velük, hogy még 125 évig kell kísérteniük ebben a házban, mielőtt továbbléphetnének. Juno óva inti őket attól, hogy felvegyék a kapcsolatot Betelgeuse-szal, aki az ő korábbi asszisztense volt, de most már egy szabadúszó "bio-szelleműző", azért, hogy segítsen elüldözni Deetzéket. Ehhez csak annyit kellene tenniük, hogy háromszor kimondják a nevét. Juno azt tanácsolja nekik, hogy ők maguk próbálják elüldözni őket.
Adam és Barbara láthatatlanok Charles és Delia számára, ami lehetetlenné teszi, hogy ijesztgessék őket. Lydia azonban látja őket, amit a saját furcsa természetének tulajdonít. Maitlandék végül nem bírnak ellenállni és megidézik Betelgeuse-t, majd mindhárman bekerülnek a város miniatűr makettjébe. Betelgeuse bunkó és faragatlan stílusa megsérti őket, ezért otthagyják őt. A vacsora során Maitlandék megszállják Deetzéket és a vacsoravendégeket, de ez is rosszul sül el, mert Charlesnak tetszik a dolog, és egy természetfeletti vidámparkot akar nyitni, amit fel is vázol Maxi Dean-nek a befektetőnek. Deetzék felfedezik a makettet a padláson, Otho pedig a kézikönyvet. Betelgeuse egy óriási kígyóvá változik és elkezdi terrorizálni a vendégeket, míg Barbara vissza nem űzi őt a makettbe.
Juno visszahívja Maitlandéket az alvilágba, ahol leszidja őket, amiért mégis megidézték Betelgeuse-t. Lydia, aki a történtek miatt depressziós lesz és a támadással Maitlandéket gyanúsítja, elhatározza, hogy ír egy búcsúlevelet. Véletlenül felfedezi a makettben Betelgeuse-t, és majdnem megidézi a neve kimondásával, mert azt ígéri neki, hogy átjuttatja a másvilágra. Maitlandék azonban még időben érkeznek és megállítják.
Maxi Dean a házba érkezik, hogy lássa, igaz-e az, amit állítottak a paranormális jelenségekről. Maitlandék tüntetőleg nem hajlandóak megjelenni, ezért Otho előveszi a kézikönyvet és a segítségével egy szeánszt akar tartani. Az esküvői ruháik segítségével megidézi Adamet és Barbarát, de mivel ügyetlenül jár el, a két szellem elkezd megöregedni és lassan elbomlani. Az elszörnyedt Lydia megidézi Betelgeuse-t, de ő csak akkor segít, ha a lány megígéri, hogy a felesége lesz, hiszen csak így maradhat a halandók világában. Megmenti Maitlandéket, elzavarja Othót és Deanéket, ezután arra készül, hogy elveszi Lydiát. Maitlandék megpróbálnak közbelépni, ezért elteleportálja mindkettejüket. Barbarát a homokférgek világába, Adamet pedig a makettjébe. Barbara egy homokféreg hátán lovagolva érkezik vissza a házba, ami lenyeli Betelgeuse-t.
Deetzék és Maitlandék ezután harmonikusan élnek egymás mellett, Maitlandék pedig közel maradnak Lydiához. Betelgeuse az alvilági váróterembe kerül, hogy megkapja a saját ügyintézőjét. Mikor megpróbálja ellopni egy sámántól az ő sokkal kisebb sorszámát, az összezsugorítja a fejét.

## Szereplők
| Színész          | Szerep                   | Magyar hang          |
| ---------------- | ------------------------ | -------------------- |
| Michael Keaton   | Betelgeuse (Beetlejuice) | Harsányi Gábor       |
| Alec Baldwin     | Adam Maitland            | Szabó Sipos Barnabás |
| Geena Davis      | Barbara Maitland         | Herczeg Csilla       |
| Jeffrey Jones    | Charles Deetz            | Imre István          |
| Catherine O’Hara | Delia Deetz              | Radó Denise          |
| Winona Ryder     | Lydia Deetz              | Csellár Réka         |
| Sylvia Sidney    | Juno                     | Bessenyei Emma       |
| Robert Goulet    | Maxie Dean               | Albert Péter         |
| Dick Cavett      | Bernard                  | Végh Péter           |
| Glenn Shadix     | Otho                     | Karsai István        |
| Annie McEnroe    | Jane Butterfield         |                      |
| Maree Cheatham   | Sarah Dean               |                      |
| Tony Cox         | pap                      | Varga Tamás          |
| Susan Kellermann | Grace                    |                      |
| Adelle Lutz      | Beryl                    |                      |